# Loceri
Loceri é uma comuna italiana da região da Sardenha, província de Nuoro, com cerca de habitantes. Estende-se por uma área de 19 km², tendo uma densidade populacional de 70 hab/km². Faz fronteira com Bari Sardo, Ilbono, Lanusei, Osini, Tertenia.

## Demografia
| Variação demográfica do município entre 1861 e 2011                               |
|                                                                                   |
| Fonte: Istituto Nazionale di Statistica (ISTAT) - Elaboração gráfica da Wikipedia |